# Arne Focketyn
Arne Focketyn (1988) is een Belgisch acteur. Hij is de zoon van acteur Frank Focketyn. 

## Tv-series waarin Arne Focketyn speelde
- Kurrel & Co (1999) - Tomas
- Wooww (1999) - Jeff
- Zand Erover (1999)
- Vaneigens (1999-2000, 2012-heden) - "het vriendje", samen met onder meer zijn vader Frank
- In de gloria (2001) - kleinzoon Lainé
- De 5e boog (2010) - Tuur
- Groenten uit Balen (film) (2011) - Clem
- De zonen van Van As (2012) - Arne
- In Vlaamse Velden (2014) - soldaat Maurice Vergauwen
- Glad IJs (2021) - Ludo